# Xã Natoma, Quận Osborne, Kansas
Xã Natoma (tiếng Anh: Natoma Township) là một xã thuộc quận Osborne, tiểu bang Kansas, Hoa Kỳ. Năm 2010, dân số của xã này là 367 người.